# 国府津インターチェンジ
国府津インターチェンジ（こうづインターチェンジ）は、神奈川県小田原市国府津にある西湘バイパスのインターチェンジである。酒匂インターチェンジより西側からは、最初の出口となるインターチェンジである。

## 接続する道路
- 国道1号
- 神奈川県道72号松田国府津線

## 歴史
- 1971年（昭和46年）4月28日：供用開始。

## 周辺
- 山近記念総合病院
- クミアイ化学
- 国府津駅
- 小田原シティーモール
- ダイナシティ
- 小田原コロナワールド
- 吉野家1号線国府津インター店

## 料金所

### 小田原方面出口

#### レーン数=2
- ETC専用=1
- 一般・ETC=1

### 小田原方面入口

#### レーン数=2
- ETC専用=1
- 一般・ETC=1

## 隣
E84 西湘バイパス
橘IC - 西湘PA（上り） - 橘TB - 国府津IC - 西湘PA（下り） - 酒匂IC